# Sericornis perspicillatus
Sericornis perspicillatus es una especie de ave. Situado en la familia Pardalotidae en la taxonomía de Sibley-Ahlquist, pero se ha encontrado con la oposición y ahora se sabe que esto es incorrecto, sino que más bien pertenecen a la familia independiente Acanthizidae. Se encuentra en Indonesia y Papúa Nueva Guinea. Su hábitat natural son los bosques de montanos húmedos tropicales o subtropicales. No se encuentra amenazado.